# Philippe Sandler
Philippe Sandler (nascut el 10 de febrer de 1997) és un futbolista professional neerlandès que juga com a defensa central al NEC.

## Carrera
El gener de 2018, es va anunciar que Sandler deixaria el PEC Zwolle per jugar al Manchester City l'estiu de 2018, amb un contracte per 4 anys i mig. El traspàs pagat al PEC Zwolle es va dir que estava entre 2,5 i 3 milions d'euros.

## Carrera internacional
Sandler ha representat els Països Baixos en la selecció sub-20.